# Telești
Telești là một xã thuộc hạt Gorj, România. Dân số thời điểm năm 2002 là 2820 người.